# Big Day Out
Pour les articles homonymes, voir BDO.
Le Big Day Out (BDO) est un festival de musique organisé annuellement en Australie et en Nouvelle-Zélande, entre 1992 et 2014. D'ordinaire, de nombreux groupes de rock contemporain et de musique électronique s'y produisaient. Le festival naît en 1992 à Sydney, et est étendu à Melbourne, Perth et Adélaïde en 1993. 
L'événement est conçu après que les Violent Femmes ont annoncé une tournée en Australie. Le Big Day Out débute le jour férié de l'Australia Day 1992 à Sydney et s'étend ensuit à Melbourne, Adélaïde et Perth l'année suivante. La Gold Coast et Auckland sont ajoutées au programme en 1994. En 2003, le festival comptait sept ou huit scènes (selon le lieu), accueillant de la musique rock contemporaine populaire, de la musique électronique, des artistes internationaux et des artistes locaux. Auckland est retiré du programme de la tournée en 2013, mais le festival revient dans la ville pour sa dernière édition en 2014. 

## Histoire

### 1992–1998
Le festival naît en 1992 à Sydney, et est étendu à Melbourne, Perth et Adélaïde en 1993. L'événement est conçu après que les Violent Femmes ont annoncé une tournée en Australie. Les promoteurs Ken West et Vivian Lees cherchaient un autre groupe pour soutenir la tournée du groupe. Ils réussissent à faire jouer Nirvana au Hordern Pavilion.Les emplacements géographiques du festival de 1994 se répètent chaque année jusqu'en 1997, lorsque les organisateurs West et Lees annoncent une interruption d'un an, faisant craindre que le festival n'arrive à sa fin ; cependant, le festival revient en 1999.

### 1999–2013

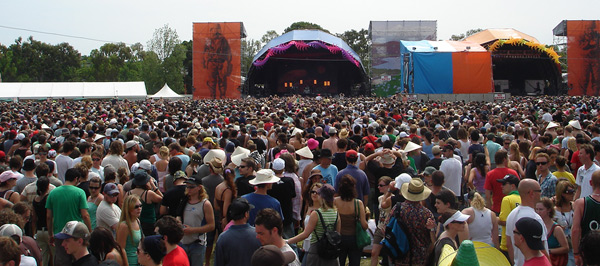
Le public en face des 2 scènes principales du Big Day Out (Melbourne 2006).

Au tournant du XXIe siècle, le festival est impliqué dans deux polémiques majeures. Tout d'abord, Jessica Michalik, 16 ans, est tuée après avoir été écrasée lors d'un concert à Sydney en 2001, au cours d'une représentation du groupe Limp Bizkit. La mort de Michalik met temporairement en péril l'avenir du festival BDO, mais l'événement se poursuit après que le tribunal du coroner de Sydney ait critiqué les mesures de contrôle de la foule sur le site et les commentaires incendiaires faits par Fred Durst de Limp Bizkit après l'incident.
Le festival célèbre sa 100e représentation en 2010. Dans la période précédant le 100e spectacle, qui a lieu lors de la deuxième des deux dates à Sydney en 2010, Lees affirme dans un article de l'Australian que la capacité du BDO à établir des relations avec les artistes au cours de leur carrière était devenue une partie importante de la culture du BDO. Dans le même article, le journaliste Iain Shedden a décrit le BDO comme l'un des « festivals de rock les plus réussis et les plus anciens au monde », comparant le festival à l'événement hippique australien bien établi, la Coupe de Melbourne.
Le 17 janvier 2012, West annonce que l'événement BDO d'Auckland, qui s'est tenu le 20 janvier 2012, serait le dernier Big Day Out en Nouvelle-Zélande, expliquant que le festival n'aurait lieu en Australie qu'en 2013. Cependant, en avril 2013, les promoteurs déclarent qu'ils cherchaient à reprogrammer un événement à Auckland en 2014 (au Western Springs Stadium au lieu de Mt Smart).

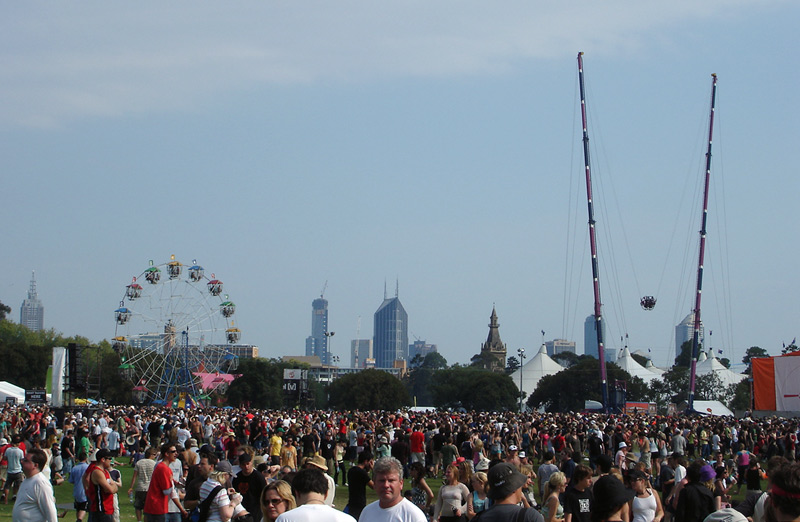
Divertissements au Big Day Out.

Le festival de 2012 connait des difficultés et est qualifié de « désastreux » par le site web Faster Louder en juin 2014. La tête d'affiche Kanye West ne se produit pas aux événements de Perth et d'Adélaïde, tandis qu'un rapport de presse de l'époque montre que « les entrepreneurs en charge de la mise en scène et des clôtures n'avaient pas été payés, que les sponsors étaient en colère et que le festival était en proie à des dissensions internes, notamment le licenciement puis l'apparente réembauche du directeur général Adam Zammit. »
En 2013, le festival se heurte à l'opposition farouche du maire de la ville de Claremont, Jock Barker, qui déclare que les festivals de musique en général étaient vecteurs de « comportements antisociaux et criminels épouvantables dans une zone résidentielle. » Bien qu'une étude ait révélé que les festivals de musique à grande échelle contribuent à hauteur d'environ 5,2 millions de dollars australiens à l'économie de l'État, en plus de l'augmentation du tourisme et de l'emploi, Peter Browne, conseiller municipal de Claremont, soutient la position de M. Barker en déclarant que les avantages d'événements tels que le Big Day Out sont « désespérément contrebalancés par le bruit intolérable, l'arrivée tardive, le niveau élevé d'activité criminelle et le mauvais comportement social général dedans et en dehors du terrain. » Malgré cette opposition, le Claremont Showground de Perth, est réquisitionné par les organisateurs du BDO pour l'édition 2013,. L'étape de Perth du BDO 2014 se déroule à l'Arena Joondalup.
Le 17 septembre 2013, West annonce aux médias l'arrivée d'Arash « AJ » Maddah, un autre promoteur australien de festivals de musique, dans l'entreprise Big Day Out. Bien que M. West ait expliqué que « l'équipe BDO sera désormais composée de C3, AJ Maddah et votre serviteur », M. Maddah déclare aux médias : « C'est la vision de Ken et je travaille pour lui. Cela fait 20 ans que j'ai l'ambition de travailler pour le Big Day Out. C'est un grand festival depuis 22 ans. Je n'ai pas besoin de m'en mêler. » À la date de l'annonce, Adam Zammit, PDG de la société, et Fairfax Media font état de nombreuses suppressions d'emplois.
Un article de Fairfax Media d'octobre 2013 rapporte ensuite que les bureaux de l'entreprise situés dans la banlieue de Sydney, Surry Hills, ont été vendus pour 5 millions de dollars australiens et une source anonyme a informé Fairfax que la société BDO avait également « récemment perdu une partie ou la totalité du contrôle sur les sideshows lucratifs. » Au cours de la même période, Lees a révélé publiquement que West avait vendu sa participation dans la société et que le festival était confronté à de graves problèmes. 

## Artistes
Parmi les artistes qui se sont produits sur les scènes du festival, on trouve les Smashing Pumpkins, les Red Hot Chili Peppers, Ramones, Nirvana, Jurassic 5, At the Drive-In, The Mars Volta, Rage Against the Machine, The Vines, Deftones, Nick Cave and the Bad Seeds, Marilyn Manson, Queens of the Stone Age, PJ Harvey, Rammstein, Coldplay, KoЯn, The White Stripes, Hole, System of a Down, Nine Inch Nails, Slipknot, Metallica, Blink-182, Joe Strummer, Iggy Pop, Murderdolls, The Living End, The Strokes, Franz Ferdinand, Foo Fighters, Sleater-Kinney, The Flaming Lips, Silverchair, Muse, Bullet for My Valentine, Kings of Leon, Tomahawk, Shihad, Henry Rollins, You Am I, Wolfmother, Soundgarden, The Music ainsi que de nombreux autres groupes de la région.  Les Chemical Brothers, The Prodigy, Fatboy Slim et Basement Jaxx ont également joué, dans la « salle de la chaudière » (Boiler Room).

## Édition anglaise
Le 10 juillet 1999 un festival intitulé Big Day Out se déroule au National Bowl de Milton Keynes.
La scène principale comprend Metallica, Marilyn Manson, Placebo puis, Ben Harper and The Innocent Criminals, Ministry, Sepultura, Creed. Le Kerrang! Stage comrpend : Terrorvision, Monster Magnet, Pitchshifter, Symposium, Queens of the Stone Age, et Mercyful Fate.

## Programmations

### 1992
- Beasts of Bourbon, Box The Jesuits, The Celibate Rifles, Cosmic Psychos, The Clouds, Club Hoy, Died Pretty, Falling Joys, The Hard-Ons avec Henry Rollins, Hellmen, Massappeal, The Meanies, Nirvana, Smudge, Sound Unlimited Posse, Ratcat, The Village Idiots, Violent Femmes, The Welcome Mat, Yothu Yindi, You Am I, Dave Graney and the Coral Snakes.

### 1993
- Beasts of Bourbon, Carter the Unstoppable Sex Machine, The Clouds, The Disposable Heroes of Hiphoprisy, The Hard-Ons, Iggy Pop, Mudhoney, Nick Cave and the Bad Seeds, Sonic Youth, You Am I.
- Melbourne et Sydney seulement : Helmet et Not Drowning Waving.
- Perth : Spy vs Spy, The Chevelles.

### 1994
| Groupes                                                                                                | Lieux     | Lieux      | Lieux     | Lieux     | Lieux     | Lieux            |
| Groupes                                                                                                | Australie | Australie  | Australie | Australie | Australie | Nouvelle-Zélande |
| Groupes                                                                                                | Sydney    | Gold Coast | Adélaïde  | Melbourne | Perth     | Auckland         |
| --- | --------- | ---------- | --------- | --------- | --------- | ---------------- |
| The Breeders, The Cruel Sea, The Smashing Pumpkins, Straitjacket Fits, Soundgarden, Tumbleweed, Def Fx | ✔         | ✔          | ✔         | ✔         | ✔         | ✔                |
| Björk, The Meanies, Ramones, Severed Heads, Teenage Fanclub, Tiddas                                    | ✔         | ✔          | ✔         | ✔         | ✔         |                  |
| Primus et Dave Graney                                                                                  | ✔         |            |           | ✔         |           |                  |
| DJ Pee Wee Ferris, DJ Sugar Ray, Itch-E & Scratch-E                                                    | ✔         | ✔          | ✔         |           |           |                  |
| The Celibate Rifles                                                                                    | ✔         |            |           |           | ✔         |                  |
| Urge Overkill                                                                                          | ✔         |            |           |           |           | ✔                |
| Powderfinger et Robert Forster                                                                         |           | ✔          |           | ✔         |           |                  |
| TISM et Screamfeeder                                                                                   | ✔         | ✔          | ✔         |           |           |                  |
| Southend                                                                                               | ✔         | ✔          |           |           |           |                  |
| The Mark of Cain and Boxcar                                                                            | ✔         |            | ✔         |           |           |                  |
| You Am I et The Hard-Ons                                                                               |           | ✔          |           |           |           | ✔                |
| Nitocris                                                                                               | ✔         |            |           |           |           |                  |

### 1995
| Groupes | Lieux     | Lieux      | Lieux     | Lieux     | Lieux     | Lieux            |
| Groupes | Australie | Australie  | Australie | Australie | Australie | Nouvelle-Zélande |
| Groupes | Sydney    | Gold Coast | Adélaïde  | Melbourne | Perth     | Auckland         |
| --- | --------- | ---------- | --------- | --------- | --------- | ---------------- |
| Ministry, Primal Scream, The Cult, Luscious Jackson, Fundamental, The Clouds, You Am I, Silverchair, TISM, Allegiance, Sisters Underground, Omc | ✔         | ✔          | ✔         | ✔         | ✔         | ✔                |
| Screaming Trees, Kim Salmon, The Fireballs, The Mark of Cain, 3D's, Fur, DJ Pee Wee Ferris, DJ Sugar Ray, Vision Four 5, Snog                   | ✔         | ✔          | ✔         | ✔         | ✔         |                  |
| The Offspring | ✔         |            | ✔         | ✔         | ✔         | ✔                |
| Hole | ✔         |            |           | ✔         |           | ✔                |
| Cosmic Psychos |           | ✔          | ✔         | ✔         |           |                  |
| Magic Dirt | ✔         | ✔          |           | ✔         |           |                  |
| Supergroove | ✔         |            |           | ✔         |           | ✔                |
| Southend | ✔         | ✔          | ✔         |           |           |                  |
| Single Gun Theory | ✔         | ✔          |           | ✔         |           |                  |
| Boxcar | ✔         | ✔          | ✔         |           |           |                  |
| Dave Graney, Spiderbait | ✔         |            |           | ✔         |           |                  |
| Mantissa |           |            | ✔         | ✔         |           |                  |
| Severed Heads | ✔         |            |           |           |           | ✔                |
| Front End Loader |           | ✔          |           | ✔         |           |                  |

### 1996
| Groupes | Lieux     | Lieux      | Lieux     | Lieux     | Lieux     | Lieux            |
| Groupes | Australie | Australie  | Australie | Australie | Australie | Nouvelle-Zélande |
| Groupes | Sydney    | Gold Coast | Adélaïde  | Melbourne | Perth     | Auckland         |
| --- | --------- | ---------- | --------- | --------- | --------- | ---------------- |
| Porno for Pyros, Rage Against the Machine, Elastica, Rancid, The Jesus Lizard, Nick Cave and the Bad Seeds, TISM, Tumbleweed, Regurgitator, Spiderbait, Shihad | ✔         | ✔          | ✔         | ✔         | ✔         | ✔                |
| The Prodigy, Radio Birdman, Dirty Three, Sidewinder, Magic Dirt, Ammonia, FSOM, Alchemist                                                                      | ✔         | ✔          | ✔         | ✔         | ✔         |                  |
| Tricky, Billy Bragg | ✔         | ✔          |           | ✔         |           | ✔                |
| Pollyanna, DJ Sugar Ray | ✔         | ✔          | ✔         | ✔         |           |                  |
| Custard | ✔         | ✔          |           | ✔         | ✔         |                  |
| Single Gun Theory | ✔         | ✔          | ✔         |           | ✔         |                  |
| Reef, Powderfinger | ✔         | ✔          |           | ✔         |           |                  |
| Even | ✔         |            | ✔         | ✔         |           |                  |
| Southend | ✔         | ✔          |           |           |           |                  |
| Amunda | ✔         |            | ✔         |           |           |                  |
| Continuum | ✔         |            |           | ✔         |           |                  |
| Groove Terminator |           |            | ✔         |           | ✔         |                  |

### 1997
| Groupes | Lieux     | Lieux      | Lieux     | Lieux     | Lieux     | Lieux            |
| Groupes | Australie | Australie  | Australie | Australie | Australie | Nouvelle-Zélande |
| Groupes | Sydney    | Gold Coast | Adélaïde  | Melbourne | Perth     | Auckland         |
| --- | --------- | ---------- | --------- | --------- | --------- | ---------------- |
| Soundgarden, The Offspring, The Prodigy,Fear Factory, Supergrass, Shonen Knife, You Am I, Powderfinger, Beasts of Bourbon, Tiddas, Dave Graney and The Coral Snakes, Boo Boo Mace and Nutcase | ✔         | ✔          | ✔         | ✔         | ✔         | ✔                |
| Superjesus, Snout, Omc | ✔         | ✔          | ✔         | ✔         | ✔         |                  |
| Dlt | ✔         | ✔          | ✔         | ✔         |           |                  |
| Bexta | ✔         | ✔          | ✔         |           | ✔         |                  |
| Frenzal Rhomb | ✔         |            | ✔         | ✔         | ✔         |                  |
| Patti Smith | ✔         | ✔          |           | ✔         |           |                  |
| The Clouds | ✔         | ✔          |           |           | ✔         |                  |
| Drop City | ✔         | ✔          | ✔         |           |           |                  |
| Insurge, FSOM | ✔         | ✔          |           | ✔         |           |                  |
| Even |           | ✔          | ✔         | ✔         |           |                  |
| Pocket |           | ✔          | ✔         |           | ✔         |                  |
| Jon Spencer Blues Explosion, Aphex Twin, The Fauves | ✔         |            |           | ✔         |           |                  |
| Rocket from the Crypt | ✔         |            | ✔         |           |           |                  |
| Screamfeeder, Severed Heads | ✔         | ✔          |           |           |           |                  |
| The Mavis's |           |            | ✔         | ✔         |           |                  |
| Lemonheads, Head Like a Hole |           |            |           |           |           | ✔                |

### 1999
| Groupes | Lieux     | Lieux      | Lieux     | Lieux     | Lieux     | Lieux            |
| Groupes | Australie | Australie  | Australie | Australie | Australie | Nouvelle-Zélande |
| Groupes | Sydney    | Gold Coast | Adélaïde  | Melbourne | Perth     | Auckland         |
| --- | --------- | ---------- | --------- | --------- | --------- | ---------------- |
| Ash, Deejay Punk-Roc, Fatboy Slim, Hole, KoЯn, Luke Slater Freek Funk, Marilyn Manson, Roni Size, Sean Lennon, Regurgitator, Powderfinger, Jebediah, The Living End, Superjesus, Groove Terminator, Sonic Animation, Soulfly | ✔         | ✔          | ✔         | ✔         | ✔         | ✔                |
| Warumpi Band, Fur, Bexta, Ransom, Even, Not From There, Bodyjar | ✔         | ✔          | ✔         | ✔         | ✔         |                  |
| Fun Lovin' Criminals | ✔         | ✔          |           | ✔         |           | ✔                |
| Manic Street Preachers | ✔         |            | ✔         | ✔         | ✔         |                  |
| Sparklehorse | ✔         | ✔          |           | ✔         |           | ✔                |
| Happyland | ✔         | ✔          | ✔         | ✔         |           |                  |
| Garageland | ✔         | ✔          |           |           |           | ✔                |
| Antenna | ✔         | ✔          |           | ✔         |           |                  |
| Underworld, TISM, B(if)tek, Frontside | ✔         |            |           | ✔         |           |                  |
| The Mark of Cain |           |            |           | ✔         | ✔         |                  |
| Resin Dogs, Coda, Soma Rasa | ✔         | ✔          |           |           |           |                  |
| Cryogenic | ✔         |            |           |           |           |                  |
| DJ Royal, DJ MPK, Brunatex |           |            | ✔         |           |           |                  |

### 2000
| Groupes | Lieux     | Lieux      | Lieux     | Lieux     | Lieux     | Lieux            |
| Groupes | Australie | Australie  | Australie | Australie | Australie | Nouvelle-Zélande |
| Groupes | Sydney    | Gold Coast | Adélaïde  | Melbourne | Perth     | Auckland         |
| --- | --------- | ---------- | --------- | --------- | --------- | ---------------- |
| Atari Teenage Riot, Basement Jaxx, Beth Orton, blink-182, The Chemical Brothers, Foo Fighters, Goldie & MC Rage, The Hellacopters, Joe Strummer & The Mescaleros, Nine Inch Nails, Red Hot Chili Peppers, Grinspoon, Peewee Ferris, Shihad, Yothu Yindi, | ✔         | ✔          | ✔         | ✔         | ✔         | ✔                |
| Primal Scream, Chunky Move, The Cruel Sea, Gerling, Honeysmack, Jebediah, Josh Abrahams & Amiel Daemion (Aust. seulement), Magic Dirt, Nokturnl, Pound System, Resin Dogs, Sean Quinn                                                                    | ✔         | ✔          | ✔         | ✔         | ✔         |                  |
| Hardknox, Pitch Black, Salmonella Dub, Spiderbait, Testeagles | ✔         | ✔          |           | ✔         |           | ✔                |
| Icecream Hands |           | ✔          | ✔         | ✔         | ✔         |                  |
| 28 Days, Something for Kate | ✔         | ✔          |           | ✔         |           |                  |
| Ozomatli, Killing Heidi | ✔         |            |           | ✔         |           |                  |
| The Monarchs | ✔         | ✔          |           |           |           |                  |
| Six Ft Hick |           |            | ✔         | ✔         |           |                  |
| Cryogenic | ✔         |            |           |           |           |                  |
| The D4 |           |            |           |           |           | ✔                |

### 2001
| Groupes | Lieux     | Lieux      | Lieux     | Lieux     | Lieux     | Lieux            |
| Groupes | Australie | Australie  | Australie | Australie | Australie | Nouvelle-Zélande |
| Groupes | Sydney    | Gold Coast | Adélaïde  | Melbourne | Perth     | Auckland         |
| --- | --------- | ---------- | --------- | --------- | --------- | ---------------- |
| Coldplay, Darren Emerson, Happy Mondays, Mudvayne, PJ Harvey, Placebo, Rammstein, Roni Size Reprazent, Zoo Bombs, Carl Cox, Adam Freeland, Killing Heidi, Bexta, Frenzal Rhomb, Friendly, Powderfinger, Pnau, Resin Dogs | ✔         | ✔          | ✔         | ✔         | ✔         | ✔                |
| 28 Days, Alex Lloyd, The Avalanches, Nitocris, The Go-Betweens, Sunk Loto, Sonic Animation, You Am I, | ✔         | ✔          | ✔         | ✔         | ✔         |                  |
| Black Eyed Peas | ✔         | ✔          |           | ✔         | ✔         | ✔                |
| Queens of the Stone Age | ✔         |            | ✔         | ✔         | ✔         |                  |
| King Kapisi | ✔         | ✔          |           | ✔         |           | ✔                |
| Greg Churchill, Declan | ✔         | ✔          | ✔         |           | ✔         |                  |
| At the Drive-In, John Butler Trio, Skulker, Coloured Stone, Digital Primate | ✔         | ✔          |           | ✔         |           |                  |
| Limp Bizkit | ✔         | ✔          |           |           |           | ✔                |
| Sugardrive | ✔         |            | ✔         |           | ✔         |                  |
| Augie March |           | ✔          | ✔         | ✔         |           |                  |
| Cryogenic | ✔         |            |           |           |           |                  |
| Rubicon |           |            |           |           |           | ✔                |

### 2002
| Groupes | Lieux     | Lieux      | Lieux     | Lieux     | Lieux     | Lieux            |
| Groupes | Australie | Australie  | Australie | Australie | Australie | Nouvelle-Zélande |
| Groupes | Sydney    | Gold Coast | Adélaïde  | Melbourne | Perth     | Auckland         |
| --- | --------- | ---------- | --------- | --------- | --------- | ---------------- |
| The Prodigy, Garbage, New Order, The Crystal Method, NOFX, Jurassic 5, Dave Clarke, Basement Jaxx, Sam Hill, Amen, Silverchair, Regurgitator, Gerling, The White Stripes, Kosheen, Drowning Pool, Shihad | ✔         | ✔          | ✔         | ✔         | ✔         | ✔                |
| Grinspoon, Stephen Allkins, Something for Kate, Spiderbait, Magic Dirt, Superheist, Eskimo Joe, The Monarchs, Machine Gun Fellatio (en), GT, Sonic Animation, Sean Quinn                                 | ✔         | ✔          | ✔         | ✔         | ✔         |                  |
| System of a Down, Rubicon, Betchadupa, Alien Ant Farm, Peaches, Audio Active | ✔         | ✔          |           | ?         |           | ✔                |
| The Tea Party, Tomahawk |           |            | ✔         |           | ✔         |                  |
| Shutterspeed | ✔         | ✔          |           |           |           |                  |
| Dern Rutlidge | ✔         |            |           | ✔         |           |                  |

### 2003
| Groupes | Lieux     | Lieux      | Lieux     | Lieux     | Lieux     | Lieux            |
| Groupes | Australie | Australie  | Australie | Australie | Australie | Nouvelle-Zélande |
| Groupes | Sydney    | Gold Coast | Adélaïde  | Melbourne | Perth     | Auckland         |
| --- | --------- | ---------- | --------- | --------- | --------- | ---------------- |
| Jane's Addiction, Foo Fighters, Kraftwerk, The Music, Luke Slater, Chicks on Speed, Wilco, Gonzales, Jebediah, Murderdolls, PJ Harvey, Sparta, Cog, Machine Gun Fellatio (en), The Waifs, DJ Kid Kenobi, Millencolin, Waikiki, You Am I, Queens of the Stone Age, The Living End, Augie March, Deftones, Mark Dynamix, Resin Dogs, 28 Days, Pacifier (Shihad) | ✔         | ✔          | ✔         | ✔         | ✔         | ✔                |
| The Vines, Frenzal Rhomb, Neil Hamburger, The Hard-Ons, Bexta, 1200 Techniques, Rocket Science | ✔         | ✔          | ✔         | ✔         | ✔         |                  |
| Blindspott, Concord Dawn, Pitch Black, The D4, Wash, DJ Sir Vere, 8 Foot Sativa, Panam, Tadpole, The Datsuns, Eight, King Kapisi |           |            |           |           |           | ✔                |
| Underworld, Xzibit | ✔         | ✔          |           | ?         |           | ✔                |
| Darren Price | ✔         | ✔          |           | ?         |           |                  |
| Dry & Heavy, Pre.Shrunk, Pnau | ✔         |            |           | ✔         |           |                  |
| Jimmy Eat World | ✔         |            | ✔         | ✔         | ✔         |                  |

### 2004
| Groupes | Lieux     | Lieux      | Lieux     | Lieux     | Lieux     | Lieux            |
| Groupes | Australie | Australie  | Australie | Australie | Australie | Nouvelle-Zélande |
| Groupes | Sydney    | Gold Coast | Adélaïde  | Melbourne | Perth     | Auckland         |
| --- | --------- | ---------- | --------- | --------- | --------- | ---------------- |
| Metallica, The Strokes, The Dandy Warhols, The Mars Volta, The Flaming Lips, Kings of Leon, Muse, Lostprophets, Basement Jaxx, Aphex Twin, Black Eyed Peas, Peaches, The Datsuns, Something for Kate, Gerling, MC Trey, The Darkness, Thursday, Blood Duster, Pnau, Salmonella Dub, King Kapisi, Scribe and P-Money. | ✔         | ✔          | ✔         | ✔         | ✔         | ✔                |
| Hoodoo Gurus, The Sleepy Jackson, Magic Dirt, Jet, 1200 Techniques, The Butterfly Effect, Blood Duster, Sonic Animation, Friendly, Downsyde, Fear Factory, Poison the Well. | ✔         | ✔          | ✔         | ✔         | ✔         |                  |

### 2005
| Groupes | Lieux     | Lieux      | Lieux     | Lieux     | Lieux     | Lieux            |
| Groupes | Australie | Australie  | Australie | Australie | Australie | Nouvelle-Zélande |
| Groupes | Sydney    | Gold Coast | Adélaïde  | Melbourne | Perth     | Auckland         |
| --- | --------- | ---------- | --------- | --------- | --------- | ---------------- |
| Beastie Boys, System of a Down, Chemical Brothers, The Music, The Streets, Slipknot, Carl Cox, Powderfinger, Grinspoon, The John Butler Trio, Concord Dawn, The Donnas, The D4, Jon Spencer Blues Explosion, Regurgitator, Scribe and P-Money, Freestylers, Le Tigre, Kid 606, Deceptikonz, Atmosphere, Hatebreed, Rise Against, Poison the Well, The Red Paintings | ✔         | ✔          | ✔         | ✔         | ✔         | ✔                |
| Spiderbait, Hilltop Hoods, Eskimo Joe, Infusion, Butterfingers, Little Birdy, Frenzal Rhomb, Dallas Crane, Wolfmother, Decoder Ring, Bexta, Dimmer | ✔         | ✔          | ✔         | ✔         | ✔         |                  |
| 8 Foot Sativa, Misfits of Science, The Bleeders, Trinity Roots, 48may, Steriogram, Shihad, Pluto, Shapeshifter, DJ Sir Vere, Dei Hamo, The Checks (band), Deja Voodoo. |           |            |           |           |           | ✔                |
| The Hives, Polyphonic Spree. | ✔         | ✔          |           | ?         |           | ✔                |
| Ground components |           |            |           | ✔         |           |                  |

### 2006
| Groupes | Lieux     | Lieux      | Lieux     | Lieux     | Lieux     | Lieux            |
| Groupes | Australie | Australie  | Australie | Australie | Australie | Nouvelle-Zélande |
| Groupes | Sydney    | Gold Coast | Adélaïde  | Melbourne | Perth     | Auckland         |
| --- | --------- | ---------- | --------- | --------- | --------- | ---------------- |
| The White Stripes, Iggy and the Stooges, Franz Ferdinand, Kings of Leon, The Mars Volta, Soulwax, 2 Many DJ's, Sleater-Kinney, The Magic Numbers, The Living End, Gerling, Dei Hamo, Shihad, Wolfmother, Mudvayne, The Go! Team, The Subways, End of Fashion, James Murphy, The Greenhornes, Kid Kenobi + MC Sureshock, Henry Rollins, Silent Disco            | ✔         | ✔          | ✔         | ✔         | ✔         | ✔                |
| Magic Dirt, Cut Copy, Hilltop Hoods, Cog, Beasts of Bourbon, Sonicanimation, Faker, The Grates, The Mess Hall, Youth Group, Wolf & Cub, Vitalic, Common, EDAN, Jean Grae, Sarah Blasko, Airborne, Red Riders, The Presets, Pablo el Peligroso, DJ Ajax, DJ Bulge, DJ Jason Midro, MU, Caged Baby, Afra & the Incredible Beatbox Band, Bit by Bats, Drag, M.I.A | ✔         | ✔          | ✔         | ✔         | ✔         |                  |
| Fat Freddy's Drop, Elemeno P, The Bleeders, Che Fu and the Krates, Pluto, Frontline, The Brunettes, Fast Crew, Rhombus, Die!Die!Die!, The Sneaks, The Bats, Autozamm, Cobra Khan, Tyree & Juse, City Newton Bombers, Gestalt Switch, Raygunn, Anaham, The Electric Confectionaires, Gramsci, The Tutts.                                                        |           |            |           |           |           | ✔                |

AFI et Mylo annulés. 
Jean Grae a annulé sa présence mais n'a jamais expliqué pourquoi. Il a ensuite été ajouté à un autre festival d'Australie.

### 2007
| Groupes | Lieux     | Lieux      | Lieux     | Lieux     | Lieux     | Lieux            |
| Groupes | Australie | Australie  | Australie | Australie | Australie | Nouvelle-Zélande |
| Groupes | Sydney    | Gold Coast | Adélaïde  | Melbourne | Perth     | Auckland         |
| --- | --------- | ---------- | --------- | --------- | --------- | ---------------- |
| Tool, Muse, Jet, Violent Femmes, Eskimo Joe, The Streets, The Killers, The Vines, John Butler Trio, Kasabian, Crystal Method DJs, Scribe, My Chemical Romance, Evermore, \|Justice, Peaches and Herms, Trivium, John Cooper Clarke, Afra and the Incredible Beatbox Band, Little Birdy, The Presets, Spank Rock, Hot Chip, Luciano | ✔         | ✔          | ✔         | ✔         | ✔         | ✔                |
| Something for Kate, You Am I, Bob Evans, The Butterfly Effect, The Sleepy Jackson, The Herd, Spazzys, The Drones, love tattoo, Panacea, Mark Murphy, Snowman, Sick Puppies, Digital Primate | ✔         | ✔          | ✔         | ✔         | ✔         |                  |
| Lily Allen, Lupe Fiasco, Diplo, Shapeshifter, Hot Chip, That 1 Guy, DJ Sir-Vere | ✔         | ✔          |           | ?         |           | ✔                |
| Macromantics, TZU, Foreign Heights, P Money, Heavy Flint Show, DJ GEDO SUPER MEGA BITCH GM MRS FLINT4 | ✔         | ✔          |           | ?         |           |                  |
| Dan Kelly & The Alpha Males, Ground Components, Gersey | ✔         |            |           | ✔         |           |                  |
| Blindspott, David Kilgour, Deceptikonz, The Rabble, PNC, Dimmer, Sinate, Goodnight Nurse, The Shaky Hands, The Veils, The Mint Chicks, The Tutts, Minuit, Opensouls, Jakob |           |            |           |           |           | ✔                |